# Schoen Lake Park
Schoen Lake Park är en park i Kanada.   Den ligger i provinsen British Columbia, i den sydvästra delen av landet, 3 700 km väster om huvudstaden Ottawa. Schoen Lake Park ligger 495 meter över havet. Den ligger vid sjön Schoen Lake.
Terrängen runt Schoen Lake Park är huvudsakligen bergig, men åt sydost är den kuperad. Schoen Lake Park ligger nere i en dal. Trakten runt Schoen Lake Park är nära nog obefolkad, med mindre än två invånare per kvadratkilometer.. Det finns inga samhällen i närheten.
I omgivningarna runt Schoen Lake Park växer i huvudsak barrskog.